# جادووا کوودا

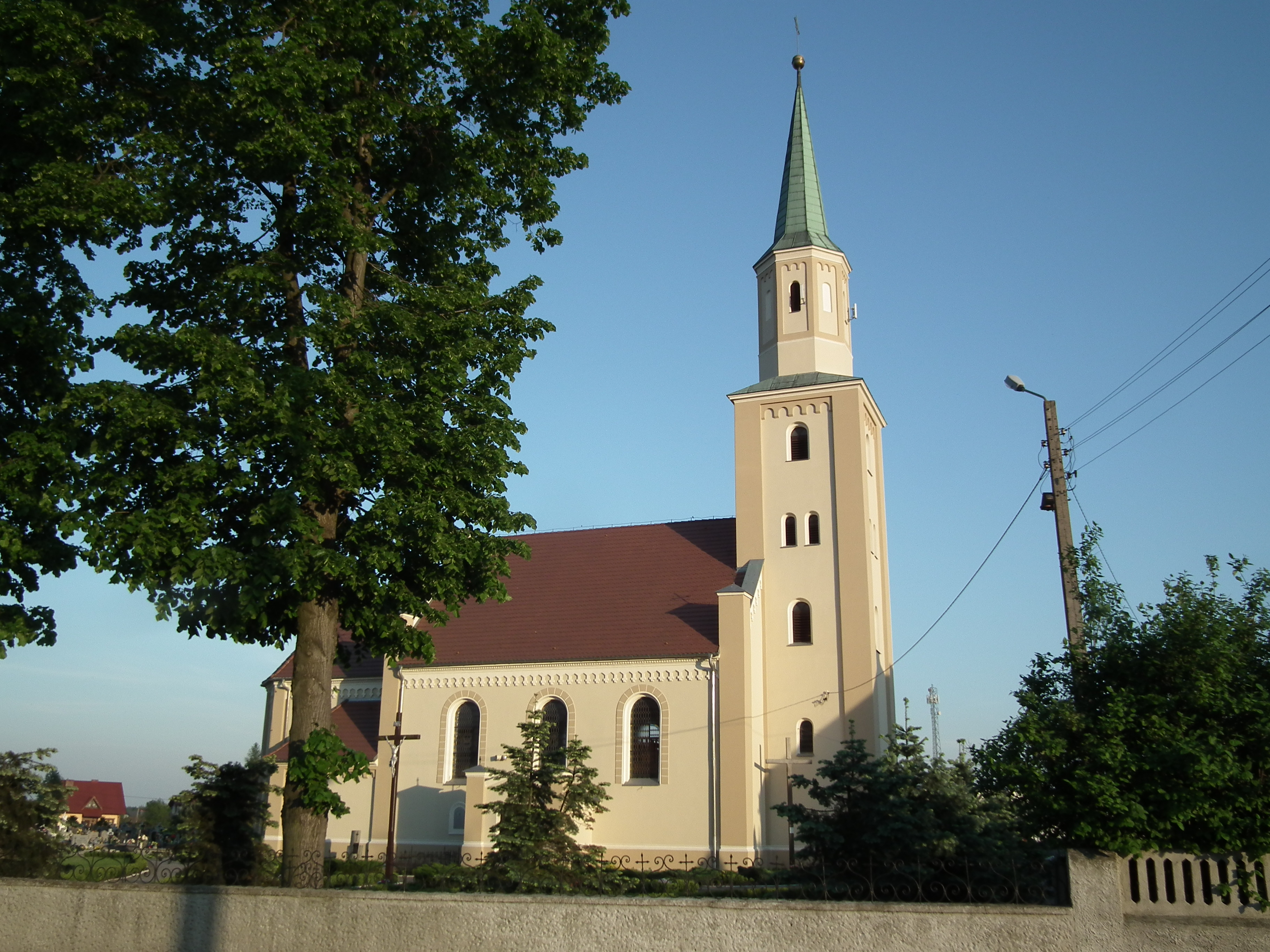
کلیسای مریم مقدس

جادووا کوودا (به لهستانی:  Dziadowa Kłoda) یک روستا در لهستان است که در گمینا جادووا کوودا واقع شده‌است.